# Соболев, Виталий Васильевич
Виталий Васильевич Соболев (25 января 1930 — Киев, Украина, 1995) — советский футболист и тренер, выступавший на позиции защитника.

## Биография

### Клубная карьера
Дебютировал Виталий Соболев в профессиональном футболе в 1953 году в донецком «Шахтёре». Со временем был призван на службу в вооружённые силы, где по направлению попал сначала в центральный спортивный клуб армии города Москвы, а затем был переведён в киевский клуб. С киевского «ЦСКА» попал в команду мастеров «Динамо», где за три сезона провёл 28 игр в высшей лиге СССР. Также играл в командах «Арсенал» (Киев) и «Судостроитель» (Николаев), где и завершил свою не продолжительную карьеру.

### Тренерская карьера
После трёхлетнего перерыва Виталий Васильевич в 1963 году, в качестве главного тренера возглавил черновицкую «Буковину», но по завершении сезона доверенная ему команда заняла 11 место, что в результате привело к его отставке. После чего устроиться в каких-то других клубах ему не удалось и карьера тренера на этом была завершена.

## Достижения
- Серебряный призёр Чемпионата УССР (1): 1960